# (500270) 2012 LW17
(500270) 2012 LW17 es un asteroide perteneciente al cinturón de asteroides, descubierto el 15 de mayo de 2012 por el equipo del Pan-STARRS desde el Observatorio de Haleakala, Hawái, Estados Unidos.

## Designación y nombre
Designado provisionalmente como 2012 LW17.

## Características orbitales
2012 LW17 está situado a una distancia media del Sol de 2,572 ua, pudiendo alejarse hasta 3,024 ua y acercarse hasta 2,119 ua. Su excentricidad es 0,175 y la inclinación orbital 12,63 grados. Emplea 1506,69 días en completar una órbita alrededor del Sol.

## Características físicas
La magnitud absoluta de 2012 LW17 es 17,1.